# براندون هاموند
براندون هاموند (بالإنجليزية: Brandon Hammond)‏ مواليد 6 فبراير 1984 في باتون روج، الولايات المتحدة، هو ممثل أمريكي بدأ مسيرته الفنية سنة 1991.

## الأعمال
- سبيس جام
- هجوم المريخ!

## روابط خارجية
- براندون هاموند على موقع IMDb (الإنجليزية)
- براندون هاموند على موقع قاعدة بيانات الفيلم (الإنجليزية)